# Bracon melanopus
Bracon melanopus är en stekelart som beskrevs av Gaspard Auguste Brullé 1846. Bracon melanopus ingår i släktet Bracon och familjen bracksteklar. Inga underarter finns listade.